# Îmblânzitorii de biciclete
Îmblânzitorii de biciclete (titlul original: în rusă Yкротители велосипедов, transliterat: Ukrotiteli velosipedov, în estonă Jalgrattataltsutajad) este un film de comedie sovietic (Republica Sovietică Socialistă Estonă|RSS Estonă), realizat în 1964 de regizorul Iuli Kun, protagoniști fiind actorii Liudmila Gurcenko, Oleg Borisov, Eduard Pavuls și Reino Aren.

## Rezumat
Doi absolvenți de universități diferite, proaspeți deținători de diplome, vin la locul de muncă conform misiunii lor: Robert Alas merge ca profesor la o școală, iar medicul veterinar Leo Valik merge la grădina zoologică. Locuința tinerilor absolvenți va fi dată în folosință abia peste un an, așa că Robert și-a găsit pentru un adăpost provizoriu în biroul directorului, iar Leo s-a instalat lângă cușca leilor.
Prima lor cunoștință este Rita Laur, o inventatoare entuziastă care a scos un nou model de bicicletă. Robert, un bun ciclist, câștigător al multor curse în orașul natal Tartu, a devenit interesat de invenția Ritei. Campionul republican, Karl Glazer, o curtează pe fată, iar între tineri apare o rivalitate inevitabilă.
Pentru a participa la cursa „Tallinn – Riga”, echipa fabricii de biciclete a ales pe ambii sportivi. Nu au existat solicitanți pentru noua bicicletă a Ritei, așa că Leo se oferă să o ajute. Rita este sigură de victorie deoarece este și ciclistă, pe când Leo Valik este un maestru al sportului în șah.
În cursă, dar în afara competiției, Gheorg Sibul, un veteran în ciclism, trebuia să concureze și el dar pe linia de start a intrat Leo sub numele acestuia. Pentru Rita, aceasta era singura posibilitate de a-și încerca invenția. 
Un novice talentat, care era pentru prima dată la ghidon într-o cursă, a demonstrat în urmă cu câteva zile minunile condusului și în urma rezultatelor primei zile de competiție, a preluat conducerea.
A doua zi de concurs, Rita trebuie să se schimbe ea în tricoul lui Leo și să continue cursa ea însăși. La o cotitură, cei doi lideri, Robert și Karl, cad într-o busculadă. Rita, pe gânduri, îi cedează bicicleta sa lui Karl și rămâne să-l îngrijească pe Robert care nu mai putea să continue cursa, dar a „câștigat” drept recompensă inima fetei.

## Distribuție
- Liudmila Gurcenko – Rita Laur, inventator
- Oleg Borisov – Leo Valik, tânărul veterinar
- Eduard Pavuls – Robert Alas, tânărul profesor
- Reino Aren – Karl Gleizer, campion
- Serghei Martinson – Gheorg Sibul, ciclistul veteran
- Rina Zelionaia – Asta Sibul, soția lui Gheorg
- Aleksei Smirnov – director al fabricii de biciclete
- Hugo Laur – portarul August
- Elvira Lossman – tânărul specialist în zootehnie la Ferma de porci Inga
- Einari Koppel – directorul grădinii zoologice
- Olga Kruminia – directorul școlii
- Oleg Sapojnin – arbitru de ciclism
- Grigori Șpigel – în rolul autorului
- Aleksandr Beniaminov – în rolul regizorului